# Долно Чамурлии
Долно Чамурлии или Долна Чамурла (на румънски: Ceamurlia de Jos, Чамурлия де Жос) е село в Северна Добруджа, Румъния. Селото е център на община в Окръг Тулча.

## История
Долно Чамурлии е старо българско село близо до град Бабадаг. Първата българска църква в селото е построена в 1825 година, а в 1830 е открито и българското училище. Стилиян Чилингиров пише в 1918 година:
| „ | Някои от тях [българските села в Добруджа] в културно отношение не само могат да се поставят непосредно след Тулча, но могат и да се смятат като културни средища, изиграли почти равнозначуща роля с тая на добруджанската столица. Като такива смело могат да се посочат селата Долно Чамурлии, Касапкьой, Башкьой и Черна, особено първите две села, които най-напред отхранват доморасли просветни деятели: попове и учители, поели скоро в ръцете си просветата почти на цяла централна Добруджа. Едно село само не им отстъпва в това отношение – с. Алмалии, което се е числяло в турско време повече към Силистра, отколкото към градовете на Северна Добруджа. | “ |

Селото дава на възрожденската интелигенция четирима свещеници и шестима учители. Тук от декември 1847 година и в съседните български села: Бейдауд, Саръюрт, Потур и отново в Долно Чамурлии като юноша живее Стефан Караджа до юни 1854, когато бащата Тодор Димов да премества семейството в Тулча. В района агитационни обиколки прави Васил Левски който е учител в близкото село Еникьой в 1866 – 67 г. По това време Поп Харитон е свещеник наблизо, а после войвода на чета в тукашната планина Бабадаг. Румънската колонизация започва след Берлинския договор в 1878 година, когато селото попада в Румъния.
Новата църква на селото „Свети Лука“ е строена 1912 – 1914 г. Макар извън територията на България, тя е в обичйния за страната следосвобожденски стил и няма образните характеристики на отвъддунаските храмове. Обяснението се открива в имената на ктиторите и комитета по строежа, които са местни българи. За това свидетелства надписът с латиница при който явно фамилното окончание „ов“ е спестено: председател – Василе Топал, секретар – Иван Черкез, Стоян Иванов, Иван Данчу, Георги Топал, Стоян Сърбу, Данчу Михал, Стоян Тончу, Вълчо Влаху, Василе Марку, Колю Батан. В селските гробища обаче надписите масово са на български и се различават под блажната боя с която са боядисани по-късно по-старите надгробия.
На 1 септември 1916 г. българската войска настъпва в Добруджа. До края на годината са освободени Мангалия, Кюстенджа и Бабадаг. След победата на 3 януари при Мачин на 5 януари 1917 г. командваната от генерал Иван Колев I конна дивизия в състава на III българска армия прогонва руските и румънски части и освобождава Тулча с което приключва и освобождаването на цяла Северна Добруджа от румънска власт.
Жителите на селото веднага възстановяват българската общинска власт, църква и училище. В началото на ноември 1917 в град Бабадаг се събират представители на околното добруджанско население, като делегат от селото е Михаил Георгиев Попов. Те приемат декларация до министър-председателя с която категорично искат присъединяване към България. Той заедно с Вълко Дянков Шкембеджиев и Георги Стоянов Топалов са делегати от селото на „Първия добруджански велик народен събор“ от 16 и 17 XI 1917 г., приел „мемораднума“ за присъединяване на цяла Добруджа към България и учредил „Централният добруджански народен съвет“ и селищните организации и „Ръководни комитети“ като органи на местната власт. Долночамурлийци активно участват и във „Вторият добруджански велик народен събор“ от 22 23 XI 1918 на който е учредено „Първо добруджанско областно събрание“ и е избрана 33 членна „Изпълнитерна комисия“ с неограничени правомощия. Техни депутати на него са Стойко Д. Узунов, Вълко Дянков Шкембеджиев, Ненко колев Джартазанов и Вълчо Георгиев Желев.<. Селскиият добруджански народен кометет с председател Димитър Атанасов Влашки и секретар Донко Иванов Донков като орган на местната власт чувстваики се законен предтавител на населението с телеграма до министър-председатела и до командващия Трета български армия заявяват в 1918 г. претенциите си към немските войски.
Съгласно Берлинският протокол селото заедно с цяла Добруджа става част от територията на Царство България. С Ньойския договор Антантата предедава областта под румънската власт, но до 1940 г. населението тук остава изключително българско, когато по Крайовската спогодба е принудително изселено от румънската власт.